# Polycentropus similis
Polycentropus similis là một loài Trichoptera trong họ Polycentropodidae. Chúng phân bố ở miền Australasia.